# Ренськовий льох
Ренськовий льох (рос. Ренсковый погреб, в українському перекладі також ренськовий погріб або пивниця) — у Російській імперії магазин, що торгував алкогольними напоями на виніс.
Спочатку призначався для торгівлі закордонними винами (саме слово «ренськовий» походить від рейнських вин), проте з часом був дозволений продаж будь-яких алкогольних напоїв, у тому числі пива, портеру і меду. На відміну від багатьох інших питних закладів (корчми, винні і відерні лавки та ін.) ренськові льохи мали право на продаж не тільки напоїв вироблених у Російській імперії, а й іноземних включно. У Ренськовому льосі могли продавати міцні напої в кількості не більше трьох відер (близько 37 літрів), за винятком виноградних вин, на відпуск яких не було обмежень. У міських ренскових льохах допускався розлив спирту на тих же підставах, що і у відерних лавках.
Відповідно до законів 1830-х років, ренськові льохи не підлягали оподаткуванню, однак для продажу горілки виробленій в Російській імперії потрібно було отримати свідоцтво з Казенної Палати.
У сільській місцевості заборонявся продаж алкогольних напоїв під час недільних служб і літургій. Обов'язок з контролю цього закону лягала на сільського старосту.
Після випадків зловживання торгівлею низькоякісним вином у сільській місцевості, з 1893 року заборонявся розлив вина у ренськових льохах поза міських поселень.
Контроль за роботою ренськових льохів здійснювався чиновниками, що відправлялись з ревізією Казенною палатою.